# Larentia albilineata
Larentia albilineata là một loài bướm đêm trong họ Geometridae.